# Orélie Antoine de Tounens

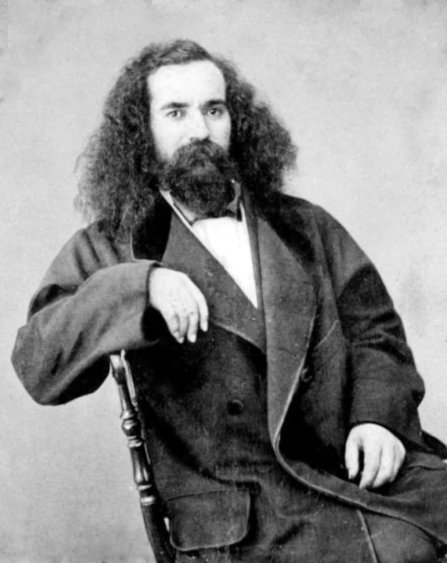
Orélie-Antoine de Tounens, Porträt als Orelie-Antoine I., König von Araukanien und Patagonien

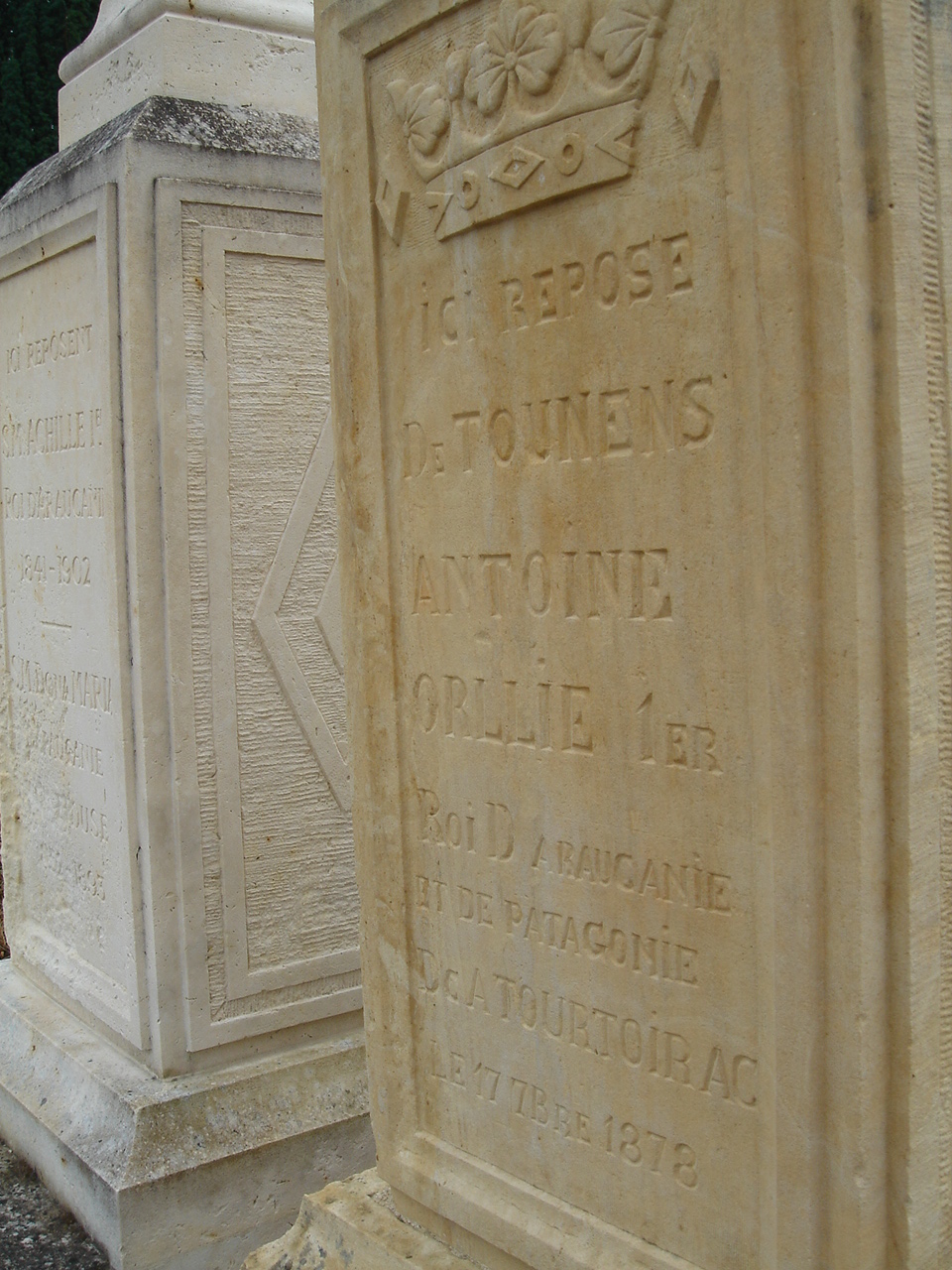
Grabstätte von Orélie-Antoine und Achille, den sogenannten Königen von Araukanien und Patagonien in Tourtoirac/Frankreich

Orelie-Antoine de Tounens (* 12. Mai 1825 in Chourgnac, Frankreich; † 19. September 1878 in Tourtoirac, Frankreich) war ein französischer Anwalt und Abenteurer. Ab 1860 nannte er sich Orelie-Antoine I., König von Araukanien und Patagonien. Königreich von Araukanien und Patagonien bezeichnete seine erfolglos gebliebene Staatsgründung auf dem Gebiet des heutigen Chile.

## Jugend
Geboren und aufgewachsen im Département Dordogne, reiste er 1858 nach Chile und lebte die ersten zwei Jahre in Valparaíso und Santiago de Chile um Spanisch zu lernen. In Valdivia traf er auf zwei Franzosen, Lachise und Desfontaines, die er in seine Pläne einweihte, im Süden Chiles eine neue französische Kolonie zu gründen. Das Gebiet Araukanien sei kaum bewohnt und für Chile uninteressant. 1860 nahm er Kontakte zum Volk der Mapuche auf. Deren Kazike Mañil gestattete ihm schließlich eine Reise in die Region Bío-Bío. Das Gebiet südlich des gleichnamigen Flusses Río Bío Bío war zu diesem Zeitpunkt faktisch von Chile unabhängig und nur von den Mapuche beherrscht.

## Versuch der Staatsgründung
Mañil war bei seiner Ankunft jedoch verstorben, so dass er vom Nachfolger Quilapán herzlich aufgenommen wurde. Diesem schlug er vor, einen eigenen Staat der Mapuche südlich des Flusses Bío-Bío zu gründen. Mit seinen Kenntnissen als Anwalt hatte er eine Verfassung vorbereitet und auch schon eine Nationalhymne und eine Flagge entworfen. Dabei war er offenbar sehr von den Ideen des Philosophen Jean-Jacques Rousseau und des Schriftstellers Alonso de Ercilla y Zúñiga (La Araucana) beeinflusst.
Am 17. November 1860 unterzeichnete De Tounens auf der Farm des Siedlers Desfontaines die Unabhängigkeitserklärung und ließ sich nach einigen Gesprächen durch eine Versammlung von Mapuche-Häuptlingen der Region Araukanien zu deren Monarchen wählen. Möglicherweise glaubten diese, ein Europäer könnte die Interessen des neuen Staates bei den anderen Nationen besser vertreten, als es einem von ihnen möglich wäre. Desfontaines wurde zum Außenminister ernannt.
Wenige Tage nach der Krönung folgte er der Bitte eines Häuptlings aus Patagonien, sein Gebiet in das Königreich einzubeziehen. Er sandte die Unterlagen der Staatsgründung an die chilenische Presse und in Auszügen veröffentlichte sie El Mercurio am 29. Dezember 1860. Als er aber nach Valparaíso kam, um auf die Regierungsvertreter Chiles zu warten, wurde er einfach ignoriert. Auch beim französischen Botschafter hatte er keinen Erfolg.

## Späteres Leben
De Tounens kehrte wieder nach Araukanien zurück und reiste nacheinander zu den einzelnen Stämmen, die schon damit begonnen hatten, eine indianische Armee gegen zunehmende militärische Übergriffe der Chilenen aufstellen. Jedoch verriet ihn 1862 sein Diener Juan Rosales Baptist an die chilenischen Behörden, woraufhin er festgenommen, in Los Ángeles (Chile) inhaftiert und zu zehn Jahren Kerker verurteilt wurde. Die Intervention des französischen Konsulats, dessen Argument, er sei nicht „Herr seiner Sinne“ ihn fast noch ins Irrenhaus gebracht hätte, erwirkte schließlich 1863 seine Abschiebung nach Frankreich. Dort schrieb er seine Memoiren.
Im Jahr 1869 gelang es ihm schließlich, über Buenos Aires nach Araukanien zurückzukehren. Die Mapuche waren überrascht. Ihnen hatte man erzählt, er sei hingerichtet worden. De Tounens begann sofort sein „Königreich“ zu organisieren und zog schnell wieder den Ärger der chilenischen Behörden auf sich. Oberst Cornelio Saavedra Rodríguez setzte eine Belohnung auf seinen Kopf aus. Die Mapuche lieferten ihn aber nicht aus. 1871 ging Tounens das Geld aus, so dass er wieder nach Frankreich segelte, um eine zweite Ausgabe seiner Memoiren zu veröffentlichen.
Bei seinem Versuch im Jahr 1874 unerkannt und mit falschem Pass nach Chile zurückzukehren, wurde er von der argentinischen Polizei in Buenos Aires abgefangen. 1876 unternahm er erneut einen Anlauf, sein „Königreich“ zu erreichen, diesmal mit Waffengewalt. Siedler in Patagonien lieferten ihn jedoch an chilenische Behörden aus, so dass es erneut zu seiner Deportation nach Frankreich kam.
Seine Gesundheit war inzwischen bereits stark angegriffen und er starb am 19. September 1878 in Tourtoirac in Frankreich.

## Nachwirkungen
Obwohl de Tounens keine Kinder hatte, eignete sich seine Verwandtschaft den Titel an. Gustave-Achille Laviarde bemühte sich als Achille I. den US-amerikanischen Präsidenten Grover Cleveland davon zu überzeugen, die Autonomie Araukaniens anzuerkennen. Weder Cleveland, noch ein anderes Oberhaupt eines anderen Staates hat die Gründung bis heute anerkannt.
1995 wurde die North American Araucanian Royalist Society (NAARS), als gemeinnützige Organisation gegründet, die angibt, sich unabhängig vom selbsternannten Königshaus und den Staaten Chile und Argentinien für die Pflege der Geschichte und Belange der Mapuche Nation einzusetzen.